# 黑白之屋
〈黑白之屋〉（英語：The House of Black and White）是美国HBO电视台奇幻电视连续剧《权力的游戏》第五季的第二集，全剧第42集。本集由本剧集的联合编剧大卫·贝尼奥夫和D·B·魏斯编剧，迈克尔·斯劳韦斯导演。本集于2015年4月19日首播，但在播出前夕连同本季前四集被泄露到网上。

## 剧情

### 君临城
瑟曦（琳娜·海蒂饰）和詹米（尼可拉·科斯特-瓦尔道饰）收到一条来自多恩的消息：一座小毒蛇雕塑的獠牙挂着一条项链。瑟曦告诉詹米这条项链属于被提利昂送到多恩的他们的女儿弥赛菈·拜拉席恩。詹米告诉瑟曦，他会去多恩把弥赛菈带回来。他前去拜见波隆（杰罗姆·弗林饰），波隆已经跟他的未婚妻洛丽丝·史铎克渥斯（伊丽莎白·卡德瓦拉德饰）前往史铎克渥斯城堡。詹米给波隆回了一封信，告诉他自己不会和洛丽丝结婚。当波隆提醒他自己跟瑟曦有交易时，詹米告诉他应该帮助救出弥赛菈，这样做他反而会嫁给拥有更大城堡的地位更高的女人。
瑟曦遇见了两名给她带来首级的猎人，但她失望地发现这不是提利昂的头颅。科本（安东·莱塞饰）把自己的实验向首领报告，两人步行前往参见御前会议。由于国王之手办公室空置，瑟曦告诉御前会议她会临时进驻，直至托曼·巴拉席恩选出新的首领。她任命梅斯·提利尔（罗杰·阿什顿-格里菲斯饰）为新的财政大臣，任命科本为新的情报总管。当瑟曦尝试任命叔叔凯文（伊恩·盖尔德饰）为战争总管时，遭到凯文的拒绝。凯文称瑟曦身为母后却没有权利，没有兴趣打理充满着她的阿谀奉承的议会。藐视瑟曦命令，凯文表示他会回到凯岩城，直至托曼给他捎来必需的口信。

### 绝境长城
希林·拜拉席恩（凯莉·英格拉姆）在图书馆辅导基利（汉娜·穆雷饰）读书，她的母亲赛丽丝（塔拉·菲茨杰拉德）叫她停止。乔恩因给予曼斯·莱德尔宽容的死法，而被史坦尼斯（史蒂芬·迪兰饰）惩戒。史坦尼斯给乔恩看了一封从熊岛发来的信，信中说前指挥官杰奥·莫尔蒙只承认斯塔克是他们的国王。达沃斯大人（利亚姆·坎宁安饰）告诉乔恩，守夜人会在那天晚上选拔教头，几乎能放下心的是艾里沙（欧文·蒂尔饰）将获胜。史坦尼斯让乔恩在他面前下跪，保证免他一死，并赦免乔恩作为交换，使他乔恩·斯塔克，并赐予他临冬城。
在大厅里，乔恩告诉山姆（约翰·布拉德利-威斯特饰），他拒绝史坦尼斯的请求，因为他向守夜人发过誓。之后伊蒙·坦格利安（彼得·沃恩）要求讨论候选人人选，杰诺斯·史林特（多米尼克·卡特（Dominic Carter）饰）建议他的兄弟们把票投给艾里沙，表示他是唯一的真正选择。另一名男子（德雷克·劳德饰）让弟兄们把票投给丹尼斯·梅利斯特（J·J·墨菲饰）。投票开始前，山姆发表演讲，恳求他的弟兄们把票投给乔恩，提醒所有人乔恩是如何主导众人前往卡斯特的堡垒为指挥官莫尔蒙的死报仇的，又是如何率领众人防御黑城堡的。投票结束后，选票统计完毕，乔恩和艾里沙相差无几。伊蒙·坦格利安把决定性的一票投给乔恩，使他成为新的守夜人主指挥官。

### 谷地
布蕾妮（格温多兰·克里斯蒂饰）和波德瑞克（丹尼尔·波特曼饰）在一家小旅馆停驻。他们发现珊莎（苏菲·特纳饰）和培提尔·贝里席（艾丹·格伦饰）正在那儿吃中饭。布蕾妮决定接近他们。她以性命向珊莎作担保，请求珊与她一起离开，但遭到拒绝。培提尔想去追布蕾妮，但她跟波德瑞克离开，杀害冲她而来的士兵。同时，培提尔和珊莎也离开了现场。波德瑞克认为布蕾妮现在应从誓言中解脱，但布蕾妮知道培提尔怀有恶意，坚持要让珊莎活下去。

### 布拉佛斯
艾莉亚（麦茜·威廉姆斯饰）抵达布拉佛斯，船长特尼西奥·特里斯（盖里·奥利弗饰）把她带到无面者的总部黑白之屋。尽管她出示了贾昆·赫加尔的铁币（汤姆·拉斯齐哈饰），但看门人把她拒绝之门，迫使她转身离去。她在屋前坐了几个晚上。后来，在保护自己免受一群盗贼的伤害时，看门人出现吓跑了盗贼。看门人把自己变成贾昆，并告诉艾莉亚，一个人必须忘掉他或她的身份，才能成为无面者的一份子。

### 多恩
艾拉莉亚·沙德（殷蒂拉·瓦玛饰）在拜见多恩的统治者道朗·马泰尔王子（亚历山大·希迪格饰）和他的卫队长阿利欧·何塔（迪奥比亚·奥派雷饰）前，看到了恩爱夫妻崔斯丹·马泰尔（托比·塞巴斯蒂安饰）和弥赛菈·拜拉席恩（妮尔·泰格尔·菲尔饰）。她要求他为奥伯伦被谋杀展开采取行动，但他提醒她奥伯伦是在比武审判时遇害的，这在法律上不算谋杀身亡。当她要求报复弥赛菈时，多伦拒绝了她，她离开时巧妙地警告多伦别想永远掌权。

### 狭海对岸
提利昂（彼特·丁拉基饰）和瓦里斯（康勒斯·希尔饰）取道瓦兰提斯。
在弥林，达里奥·纳哈里斯（米契尔·哈斯曼饰）帮助灰虫子（雅各布·安德森饰）抓捕鹰身女妖之子中的一员。弥桑德（里斯·诺伊饰）要求丹妮莉丝（艾美莉·克拉克饰）处决俘虏，但巴利斯坦·赛尔弥（伊恩·麦克尔希尼饰）认为每个俘虏都应得到公正的审判。弥桑德违抗众人亲自处决俘虏。丹妮莉丝对此公开处决弥桑德，从而引发前奴隶主和前奴隶之间的暴乱，丹妮李斯被迫逃离。卓耿在晚上突然飞向丹妮莉丝，但迅速转身飞走了。

## 制作
本集由执行制作人大卫·贝尼奥夫与D·B·魏斯编剧，包含乔治·马丁三部小说《冰雨的风暴》乔恩第十章和第十二章、《群鸦的盛宴》阿丽雅第一章、《卫队的队长》瑟曦第四章和瑟曦第二章部分、《魔龙的狂舞》提利昂第二章和乔恩第一章部分的内容。
由于之前的剧集，几个专门为《黑白之屋》描写的场景没有出现在书中。例如，《影音俱乐部》的迈尔斯·麦克纳特（Myles McNutt）指出布蕾妮向珊莎提供帮助和保护但被拒绝的场景，创造出针对角色目的的危机。
本集标志着汤姆·拉斯齐哈（饰贾昆·赫加尔）和殷蒂拉·瓦玛（饰艾拉莉亚·沙德）升级为电视剧的长期角色。拉斯齐哈自第二季最后一次亮相以来回归。本集是扮演多恩王子道朗·马泰尔的亚历山大·希迪格、扮演道朗的卫队长阿利欧·何塔迪奥比亚·奥派雷、扮演道朗的儿子崔斯丹·马泰尔的托比·塞巴斯蒂安等剧组定期新成员的首次登场。而妮尔·泰格尔·菲尔取代艾梅·理查德森，出演长期角色弥赛菈·拜拉席恩。

## 评价

### 收视率
本集首播时吸引约681万名美国观众观看，在18-49岁成人观众中获得3.6的收视率。在英国，本集在Sky Atlantic首播观看人数下跌70万人，总收视人数为193万人。

### 专业评价
本集的评价普遍积极。IGN的马特·福勒（Matt Fowler）给予本集8.8分（满分10分），指出“《黑白之屋》明显比第五季首播的一集要盛大、要优秀。它不仅将艾莉亚和波隆这对组合带回，还引入了道恩......它包含了布蕾妮、达尼和乔恩的盛大时刻。”本集在烂番茄获得96%的新鲜度，网站共识写道：“在本季的开头上构筑，《黑白之屋》呼吁一些主要角色做出艰难决定，从而增加了力度。”